# 王耀星
王耀星（－），台灣京劇演員，工旦行，師承章遏雲等多位。
她從小進國立國光劇藝實驗學校（現在的國立台灣戲曲學院木柵校區）學習京劇表演藝術，第2期科班出身，與謝冠生（孟家）等同學。
在校先習小生，后改旦行，向梅蘭芳的學生秦慧芬和章遏雲學藝。
後進入台北市中國文化大學戲劇學系中國戲劇組，得學士學位。
曾到中國北京向熊承旭等多位學習京劇藝術。
她在2000年與唐文華結婚。
於2012年於北京長安戲院拜程派名家李世濟先生為師。